# Municipio de Riley (condado de Clinton)
El municipio de Riley (en inglés: Riley Township) es un municipio ubicado en el condado de Clinton en el estado estadounidense de Míchigan. En el año 2010 tenía una población de 2024 habitantes y una densidad poblacional de 21,87 personas por km².

## Geografía
El municipio de Riley se encuentra ubicado en las coordenadas 42°53′35″N 84°39′17″O / 42.89306, -84.65472. Según la Oficina del Censo de los Estados Unidos, el municipio tiene una superficie total de 92.54 km², de la cual 92,5 km² corresponden a tierra firme y (0,05 %) 0,04 km² es agua.

## Demografía
Según el censo de 2010, había 2024 personas residiendo en el municipio de Riley. La densidad de población era de 21,87 hab./km². De los 2024 habitantes, el municipio de Riley estaba compuesto por el 95,7 % blancos, el 0,59 % eran afroamericanos, el 0,4 % eran amerindios, el 0,2 % eran asiáticos, el 0,94 % eran de otras razas y el 2,17 % eran de una mezcla de razas. Del total de la población el 3,75 % eran hispanos o latinos de cualquier raza.